# Buch (Ortsname)
Buch ist ein häufiger deutscher Siedlungsname. Der Buch, mittelhochdeutsch buoch, ist ein veralteter Ausdruck für den Buchenwald.

## Deutschland

### Gemeinden
in Bayern:
- Buch (Schwaben), Markt im Landkreis Neu-Ulm
- Buch am Buchrain, Gemeinde im Landkreis Erding
- Buch am Erlbach, Gemeinde im Landkreis Landshut
- Buch am Wald, Gemeinde im Landkreis Ansbach

historisch: Buch, das abgegangene Altenbuch (Gerhardshofen)
in Rheinland-Pfalz:
- Buch (Hunsrück), Gemeinde im Rhein-Hunsrück-Kreis
- Buch (Taunus), Gemeinde im Rhein-Lahn-Kreis

### Ortsteile
in Baden-Württemberg:
- Buch am Ahorn, Ortsteil der Gemeinde Ahorn, Main-Tauber-Kreis
- Buch in der Ohrn, Wüstung im zentralen Ortsteil der Gemeinde Pfedelbach, Hohenlohekreis, Baden-Württemberg
- Buch (Albbruck), Ortsteil der Gemeinde Albbruck, Landkreis Waldshut
- Buch (Bietigheim-Bissingen), ein Ortsteil der Stadt Bietigheim-Bissingen, Landkreis Ludwigsburg
- Buch (Crailsheim), Weiler im Stadtteil Triensbach von Crailsheim, Landkreis Schwäbisch Hall
- Buch (Eberhardzell), Weiler der Gemeinde Eberhardzell, Landkreis Ravensburg
- Buch (Heubach), Stadtteil der Stadt Heubach, Ostalbkreis
- Buch (Illerkirchberg), Ortsteil der Gemeinde Illerkirchberg, Alb-Donau-Kreis
- Buch (Meckenbeuren), Ortsteil der Gemeinde Meckenbeuren, Bodenseekreis
- Buch (Rainau), Ortsteil der Gemeinde Rainau, Ostalbkreis
- Buch (Rot am See), Weiler im Ortsteil Hausen am Bach von Rot am See, Landkreis Schwäbisch Hall
- Buch (Schwäbisch Hall), Weiler des Stadtteils Sulzdorf der Stadt Schwäbisch Hall, Landkreis Schwäbisch Hall (in der Nähe ist die abgegangene Burg Buch)

in Bayern:
- Buch (Aiglsbach), Ortsteil der Gemeinde Aiglsbach, Landkreis Kelheim
- Buch (Altenstadt an der Waldnaab), Ortsteil der Gemeinde Altenstadt an der Waldnaab, Landkreis Neustadt an der Waldnaab
- Buch (Bad Wiessee), Ortsteil der Gemeinde Bad Wiessee, Landkreis Miesbach
- Buch (Beutelsbach), Ortsteil der Gemeinde Beutelsbach, Landkreis Passau
- Buch (Bieberehren), Ortsteil der Gemeinde Bieberehren, Landkreis Würzburg
- Buch (Bodenkirchen), Ortsteil der Gemeinde Bodenkirchen, Landkreis Landshut
- Buch (Bodenwöhr), Ortsteil der Gemeinde Bodenwöhr, Landkreis Schwandorf
- Buch (Breitenbrunn), Ortsteil des Marktes Breitenbrunn, Landkreis Neumarkt in der Oberpfalz
- Buch (Bruckberg), Ortsteil der Gemeinde Bruckberg, Landkreis Landshut
- Buch (Dietersburg), Ortsteil der Gemeinde Dietersburg, Landkreis Rottal-Inn
- Buch (Ebrach), Ortsteil des Marktes Ebrach, Landkreis Bamberg
- Buch (Eggstätt), Ortsteil der Gemeinde Eggstätt, Landkreis Rosenheim
- Buch (Ehekirchen), Ortsteil der Gemeinde Ehekirchen, Landkreis Neuburg-Schrobenhausen
- Buch (Erlbach), Ortsteil der Gemeinde Erlbach, Landkreis Altötting
- Buch (Fischbachau), Ortsteil der Gemeinde Fischbachau, Landkreis Miesbach
- Buch (Frauenneuharting), Ortsteil der Gemeinde Frauenneuharting, Landkreis Ebersberg
- Buch (Geisenhausen), Ortsteil des Marktes Geisenhausen, Landkreis Landshut
- Buch (Grabenstätt), Ortsteil der Gemeinde Grabenstätt, Landkreis Traunstein
- Buch (Gremsdorf), Ortsteil der Gemeinde Gremsdorf, Landkreis Erlangen-Höchstadt
- Buch (Guttenberg), Ortsteil der Gemeinde Guttenberg, Landkreis Kulmbach
- Buch (Halsbach), Ortsteil der Gemeinde Halsbach, Landkreis Altötting
- Buch (Hausen), Ortsteil der Gemeinde Hausen, Landkreis Kelheim
- Buch (Hengersberg), Ortsteil des Marktes Hengersberg, Landkreis Deggendorf
- Buch (Hohenthann), Ortsteil der Gemeinde Hohenthann, Landkreis Landshut
- Buch (Holzkirchen), Ortsteil des Marktes Holzkirchen, Landkreis Miesbach
- Buch (Inning am Ammersee), Ortsteil der Gemeinde Inning am Ammersee, Landkreis Starnberg
- Buch (Julbach), Ortsteil der Gemeinde Julbach, Landkreis Rottal-Inn
- Buch (Kipfenberg), Ortsteil des Marktes Kipfenberg, Landkreis Eichstätt
- Buch (Kirchseeon), Ortsteil der Gemeinde Kirchseeon, Landkreis Ebersberg
- Buch (Kirchzell), Ortsteil der Gemeinde Kirchzell, Landkreis Miltenberg
- Buch (Kutzenhausen), Ortsteil der Gemeinde Kutzenhausen, Landkreis Augsburg
- Buch (Lohkirchen), Ortsteil der Gemeinde Lohkirchen, Landkreis Mühldorf am Inn
- Buch (Neumarkt-Sankt Veit), Ortsteil der Stadt Neumarkt-Sankt Veit, Landkreis Mühldorf am Inn
- Buch (Nürnberg), Ortsteil der kreisfreien Stadt Nürnberg
- Buch (Ortenburg), Ortsteil des Marktes Ortenburg, Landkreis Passau
- Buch (Pfaffing), Ortsteil der Gemeinde Pfaffing, Landkreis Rosenheim
- Buch (Postbauer-Heng), Ortsteil des Marktes Postbauer-Heng, Landkreis Neumarkt in der Oberpfalz
- Buch (Riedenburg), Ortsteil der Stadt Riedenburg, Landkreis Kelheim
- Buch (Rimbach), Ortsteil der Gemeinde Rimbach, Landkreis Rottal-Inn
- Buch (Rohrdorf), Ortsteil der Gemeinde Rohrdorf, Landkreis Rosenheim
- Buch (Rotthalmünster), Ortsteil des Marktes Rotthalmünster, Landkreis Passau
- Buch (Ruhstorf an der Rott), Ortsteil des Marktes Ruhstorf an der Rott, Landkreis Passau
- Buch (Simbach am Inn), Ortsteil der Stadt Simbach am Inn, Landkreis Rottal-Inn
- Buch (Stiefenhofen), Ortsteil der Gemeinde Stiefenhofen, Landkreis Lindau (Bodensee)
- Buch (Stubenberg), Ortsteil der Gemeinde Stubenberg, Landkreis Rottal-Inn
- Buch (Tacherting), Ortsteil der Gemeinde Tacherting, Landkreis Traunstein
- Buch (Theres), Ortsteil der Gemeinde Theres, Landkreis Haßberge
- Buch (Tiefenbach), Ortsteil der Gemeinde Tiefenbach, Landkreis Passau
- Buch (Trautskirchen), Ortsteil der Gemeinde Trautskirchen, Landkreis Neustadt an der Aisch-Bad Windsheim
- Buch (Tüßling), Ortsteil des Marktes Tüßling, Landkreis Altötting
- Buch (Uffing am Staffelsee), Ortsteil der Gemeinde Uffing am Staffelsee, Landkreis Garmisch-Partenkirchen
- Buch (Untermerzbach), Ortsteil der Gemeinde Untermerzbach, Landkreis Haßberge
- Buch (Vogtareuth), Ortsteil der Gemeinde Vogtareuth, Landkreis Rosenheim
- Buch (Waging am See), Ortsteil des Marktes Waging am See, Landkreis Traunstein
- Buch (Waldthurn), Ortsteil des Marktes Waldthurn, Landkreis Neustadt an der Waldnaab
- Buch (Waltenhofen), Ortsteil der Gemeinde Waltenhofen, Landkreis Oberallgäu
- Buch (Weiler-Simmerberg), Ortsteil des Marktes Weiler-Simmerberg, Landkreis Lindau (Bodensee)
- Buch (Weißenbrunn), Ortsteil der Gemeinde Weißenbrunn, Landkreis Kronach
- Buch (Weisendorf), Ortsteil des Marktes Weisendorf, Landkreis Erlangen-Höchstadt
- Buch (Wittibreut), Ortsteil der Gemeinde Wittibreut, Landkreis Rottal-Inn
- Buch (Wolnzach), Ortsteil des Marktes Wolnzach, Landkreis Pfaffenhofen an der Ilm
- Buch am Ammersee, Ortsteil der Gemeinde Inning am Ammersee, Landkreis Starnberg
- Buch am Forst, Ortsteil der Stadt Lichtenfels, Landkreis Lichtenfels
- Buch am Rannenberg, Ortsteil des Marktes Bissingen, Landkreis Dillingen an der Donau
- Buch am Sand, Ortsteil der Gemeinde Neudrossenfeld, Landkreis Kulmbach
- Buch an der Iller, Ortsteil des Marktes Altusried, Landkreis Oberallgäu

in anderen Bundesländern:
- Berlin-Buch, Berliner Ortsteil in Pankow
- Buch (Ruppichteroth), ehemaliger Ortsteil der Gemeinde Ruppichteroth, Nordrhein-Westfalen
- Buch (Eitorf), ehemaliger Ortsteil der Gemeinde Eitorf, Nordrhein-Westfalen
- Buch (Nümbrecht), Ortsteil der Gemeinde Nümbrecht, Nordrhein-Westfalen
- Buch (Treuen), Ortsteil der Stadt Treuen, Vogtlandkreis, Sachsen
- Buch (Tangermünde), Ortsteil der Stadt Tangermünde, Landkreis Stendal, Sachsen-Anhalt
- Buch (Wanzleben-Börde), Ortsteil der Stadt Wanzleben-Börde, Landkreis Börde, Sachsen-Anhalt
- Buch (Föritztal), Ortsteil der Gemeinde Föritztal, Landkreis Sonneberg, Thüringen

## Österreich

### Gemeinden
- Buch in Tirol, Bezirk Schwaz, Tirol
- Buch (Vorarlberg), Bezirk Bregenz, Vorarlberg

historisch:
- Buch (Gemeinde Buch-St. Magdalena), 1850–1959, heute Teil von Buch-St. Magdalena, Steiermark

### Gemeindeteile
- Buch (Gemeinde Klein Sankt Paul), Ortschaft von Klein Sankt Paul, Bezirk Sankt Veit an der Glan, Kärnten
- Katastralgemeinde Buch, Katastralgemeinde von Klein Sankt Paul, Bezirk Sankt Veit an der Glan, Kärnten

- Buch (Gemeinde Strengberg), Ortsteil von Strengberg, Bezirk Amstetten, Niederösterreich
- Buch (Gemeinde Wolfpassing), Ortschaft und Katastralgemeinde von Wolfpassing, Bezirk Scheibbs, Niederösterreich

- Buch (Gemeinde Franking), Ortschaft von Franking, Bezirk Braunau am Inn, Oberösterreich
- Buch (Gemeinde Kirchberg), Ortschaft von Kirchberg bei Mattighofen, Bezirk Braunau am Inn, Oberösterreich
- Buch (Gemeinde Kirchheim), Ortschaft von Kirchheim im Innkreis, Bezirk Ried im Innkreis, Oberösterreich
- Buch (Gemeinde Munderfing), Ortschaft von Munderfing, Bezirk Braunau am Inn, Oberösterreich, Oberösterreich
- Buch (Gemeinde Peuerbach), Ortschaft von Peuerbach, Bezirk Grieskirchen, Oberösterreich
- Buch (Gemeinde Pischelsdorf), Ortschaft von Pischelsdorf am Engelbach, Bezirk Braunau am Inn, Oberösterreich
- Buch (Gemeinde Roßbach), Ortschaft von Roßbach, Bezirk Braunau am Inn, Oberösterreich
- Buch (Gemeinde St. Florian), Ortschaft von St. Florian am Inn, Bezirk Schärding, Oberösterreich
- Buch (Gemeinde St. Georgen), Ortschaft von St. Georgen im Attergau, Bezirk Vöcklabruck, Oberösterreich
- Buch (Gemeinde Weibern), Ortschaft von Weibern, Bezirk Grieskirchen, Oberösterreich
- Buch (Gemeinde Weng), Ortschaft von Weng im Innkreis, Bezirk Braunau am Inn, Oberösterreich

- Buch (Gemeinde Stattegg), Ortschaft von Stattegg, Bezirk Graz-Umgebung, Steiermark
- Buch (Gemeinde Straden), Ortsteil von Straden, Bezirk Südoststeiermark, Steiermark

- Buch, einzige Ortschaft und Katastralgemeinde von Buch in Tirol, Bezirk Schwaz, Tirol

- Buch, einzige Ortschaft und Katastralgemeinde von Buch (Vorarlberg), Bezirk Bregenz, Vorarlberg

## Schweiz

### Gemeinden
- Buch SH im Kanton Schaffhausen
- Buch am Irchel im Kanton Zürich

### Ortsteile
im Kanton Bern:
- Buch bei Mühleberg, Ortsteil der Gemeinde Mühleberg

im Kanton Thurgau:
- Buch bei Frauenfeld (Buch bei Uesslingen bis 1953), Teil der Gemeinde Uesslingen-Buch
- Buch bei Märwil (Buch bei Affeltrangen bis 1953), Teil der Gemeinde Affeltrangen
- Buch bei Kümmertshausen, Teil der Gemeinde Birwinken

im Kanton Zürich:
- Buch (Wiesendangen), eine Ortschaft in der Gemeinde Wiesendangen